# Davidius trox
Davidius trox är en trollsländeart som beskrevs av James George Needham 1931. Davidius trox ingår i släktet Davidius och familjen flodtrollsländor. IUCN kategoriserar arten globalt som otillräckligt studerad. Inga underarter finns listade i Catalogue of Life.